# Prinsbisdom Regensburg
Het prinsbisdom Regensburg was een tot de Beierse Kreits behorend bisdom of sticht binnen het Heilige Roomse Rijk. Het wereldlijk gebied van de bisschoppen van Regensburg lag stroomafwaarts aan de linkeroever van de Donau; de stad zelf hoorde er niet bij; die had zich losgewerkt tot de vrije rijksstad Regensburg. Het prinsbisdom had een oppervlakte van 330 km²
Sinds de eerste decennia van de zevende eeuw waren er landsbisschoppen voor Beieren te Regensburg. Bonifatius vernieuwde het bisdom in 739. In 768 werd het bisdom bij de kerkprovincie Salzburg gevoegd. Het prinsbisdom was het kleinste in Beieren en stond tot 1148 onder voogdij van de graven van Bogen.
In de stad behoorde alleen het domdistrict tot het prinsbisdom. Buiten de stad behoorden de heerlijkheden Wörth en Donaustauf tot het vorstendom. In 1248 werd Hohenburg auf dem Nordgau verworven via het testament van de graaf van Hohenburg.
De heerlijkheid Wörth was van 1347 tot 1433 verpand aan het hertogdom Beieren.
De heerlijkheid Donaustauf was van 1385 tot 1424 verpand aan de rijksstad Regensburg en van 1481 tot 1714 aan het hertogdom Beieren.
Paragraaf 25 van de Reichsdeputationshauptschluss van 25 februari 1803 kende het prinsbisdom toe aan de voormalige keurvorst van Mainz. Als onderdeel van het nieuwe vorstendom Regensburg ging het deel uitmaken van het keurvorstendom van de aartskanselier.
Artikel 4 van de Rijnbondakte van 12 juli 1806 wijzigde de titel van de aartskanselier in vorst-primaat.
Op 16 december 1810 sloot de vorst-primaat een verdrag met Frankrijk, waarbij hij het vorstendom Regensburg aan Frankrijk afstond in ruil voor andere gebieden. Vervolgens stond Frankrijk het gebied af aan het koninkrijk Beieren.

## Regenten
- 739- 761: Gaubald
- 762- 767: Sigrich
- 768- 791: Simpert
- 791- 817: Adalwin
- 817- 847: Baderich/Baturich
- 847- 864: Erchanfried
- 864- 891: Embricho/Emrich/Ambricho
- 891- 893: Asbert/Isbert
- 893- 930: Tuto
- 930- 941: Isengrin
- 941- 941: Günther
- 941- 972: Micheal
- 972 -994: Wolfgang van Pfullingen (St)
- 994-1023: Gebhard I van Zwaben
- 1023-1036: Gebhard II van Hohenwart
- 1036-1060: Gebhard III van Franken (halfbroer van keizer Koenraad II)
- 1060-1089: Otto van Riedenburg
- 1089-1106: Gebhard IV van Hohenlohe (van Raabs)
- 1106-1126: Hartwig I van Ortenburg-Karinthië 		(
- 1126-1132: Koenraad I
- 1132-1155: Hendrik I van Wolfrathshausen
- 1155-1164: Hartwig II van Ortenburg-Karinthië
- 1164-1167: Eberhard
- 1167-1185: Koenraad II van Reitenbach
- 1185-1186: Godfried
- 1186-1204: Koenraad III van Loichling
- 1204-1227: Koenraad IV van Taispach-Frontenhausen
- 1227-1246: Sigfried
- 1246-1260: Albrecht I van Pietengau
- 1260-1262: Albrecht II Magnus Bottstädt/Bollstädt
- 1262-1277: Leo de Thundorfer
- 1277-1296: Hendrik II van Rotteneck
- 1296-1313: Koenraad V van Lupperg
- 1313-1340: Nikolaas van Stachowitz
- 1340-1345: Hendrik III van Stein
- 1345-1368: Frederik I van Zollern
- 1365-1368: vakant
- 1368-1381: Koenraad VI van Heimberg
- 1381-1383: Dietrich van Abendsberg
- 1384-1409: Johan I van Moosburg
- 1409-1421: Albrecht III Stauf van Stauffenberg
- 1421-1428: Johan II van Streitberg
- 1428-1437: Koenraad VII Soest
- 1437-1450: Frederik II van Parsberg
- 1450-1457: Frederik III van Blankenfels
- 1457-1465: Ruprecht I van Palts-Moosbach
- 1465-1492: Hendrik IV van Absberg
- 1492-1507: Ruprecht II van Palts-Simmern
- 1507-1538: Johan III van de Palts (administrator)
- 1538-1548: Pankratius Sinzenhofer
- 1548-1563; Georg van Pappenheim
- 1563-1567: Veit van Frauenberg
- 1567-1579: David Kölderer
- 1579-1598: Philips van Beieren
- 1598-1600: Sigmund Fugger
- 1600-1613: Wolfgang II van Hausen
- 1614-1649: Albrecht IV van Törring
- 1649-1661: Frans Willem van Wartenberg
- 1661-1663: Johan Georg van Herberstein
- 1663-1666: Adam Lorenz van Törring
- 1666-1668: Guidobald van Thun (1654-1668: aartsbisschop van Salzburg)
- 1668-1685: Albert Sigismund van Beieren
- 1685-1716: Jozef Clemens van Beieren
- 1716-1719: Clemens August van Beieren
- 1719-1763: Johan Theodoor van Beieren
- 1763-1768: Clemens Wenceslaus van Saksen
- 1769-1787: Anton Ignatius Fugger (1756-1787: proost van Ellwangen)
- 1787-1789: Maximiliaan Procop van Törring (1788: bisschop van Freising)
- 1790-1803: Josef Koenrad van Schroffenberg (bisschop van Freising; proost van Berchtesgaden)